# Alfred Witkon

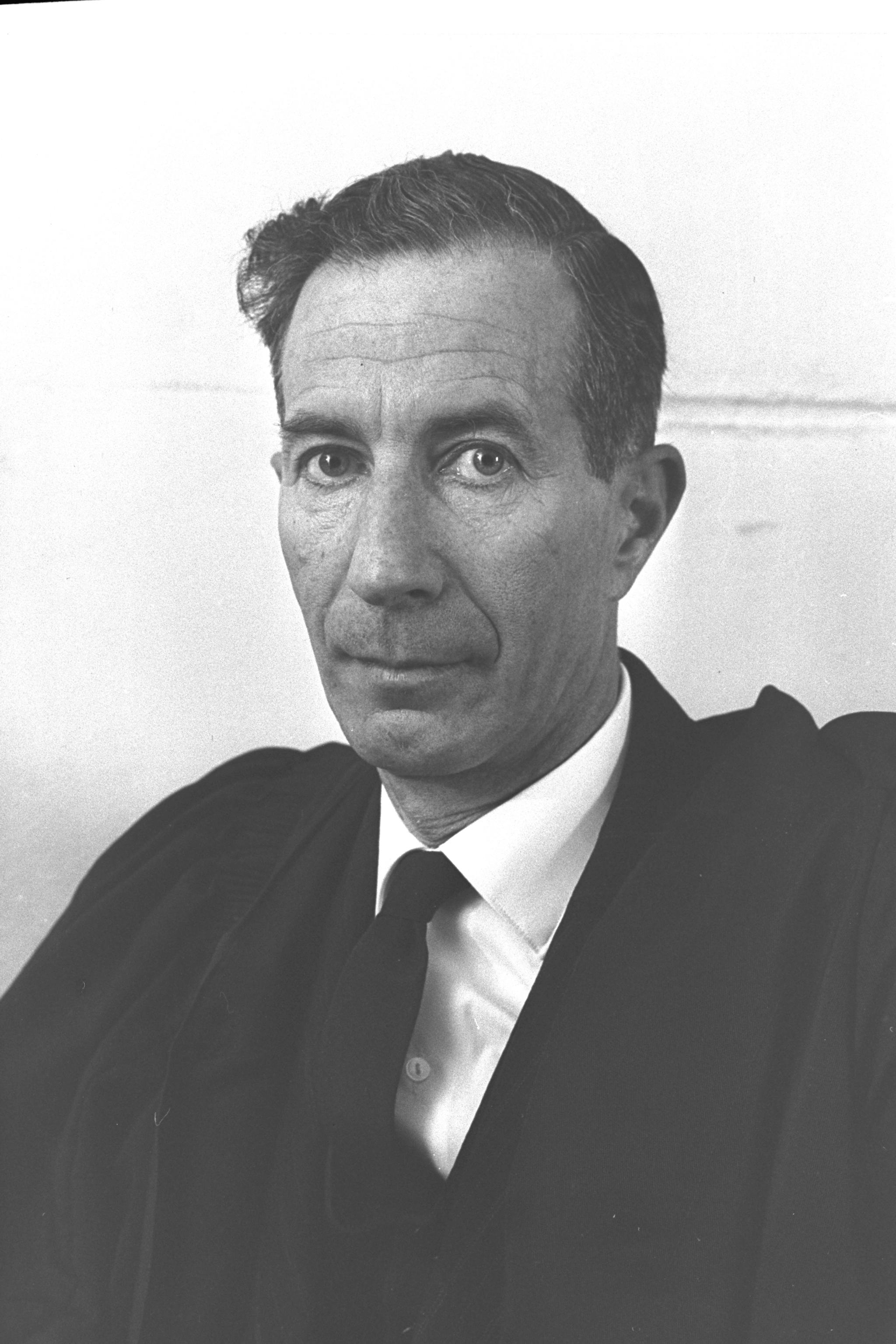
Alfred Witkon (1962)

Alfred Witkon (hebräisch אלפרד וִיתְקוֹן; geboren als Alfred Witkowski 23. Februar 1910 in Berlin; gestorben 20. Mai 1984 in Israel) war ein israelischer Jurist.

## Leben
Alfred Witkowski wurde als Sohn des Textilfabrikanten Adolf Witkowski und der Geschäftsfrau Lina Chavas in eine jüdische Familie geboren, er hatte die Geschwister Erwin und Hanna.
Witkowski studierte Rechtswissenschaft in Berlin, Bonn und Freiburg, er wurde 1933 in Freiburg promoviert und begann das Referendariat. Gemäß dem nationalsozialistischen Berufsbeamtengesetz erhielt er als Jude ein Berufsverbot. Witkowski floh 1933 nach Großbritannien und erhielt 1934 die Zulassung als Barrister am Middle Temple in London.
1934 emigrierte er nach Palästina und nannte sich fortan Witkon. Er machte 1935 das Examen für ausländische Rechtsanwälte und eröffnete eine Rechtsanwaltspraxis. Er heiratete 1936 die 1913 in Frankfurt am Main geborene Laborantin Greta Philipson, sie hatten zwei Kinder. Im Israelischen Unabhängigkeitskrieg kämpfte Witkon 1948 im Rang eines Majors der Israelischen Armee (IDF).
Ab 1948 fungierte Witkon als Richter am Bezirksgericht in Jerusalem und wurde 1954 als Richter an den Obersten Gerichtshof berufen, sein fachlicher Schwerpunkt war Steuerrecht. Parallel dazu war er von 1954 bis 1964 Dozent an der Hebräischen Universität Jerusalem. Witkon engagierte sich in einem israelischen Ausschuss für Fragen der Wiedergutmachung der Bundesrepublik Deutschland. 1962 behandelte das Oberste Gericht in der Besetzung Jitzchak Olshan, Schimon Agranat, Moshe Zilberg, Joel Zussman und Alfred Witkon den Revisionsantrag Adolf Eichmanns im Eichmann-Prozess. Witkon war 1969 Vorsitzender der Wahlkommission bei den Parlamentswahlen. Im Jahr 1980 ging er in den Ruhestand.

## Schriften (Auswahl)
- Law of taxation, currency and foreign investments. International Lawyers Convention in Israel, 1958. Jerusalem: Jerusalem Post Press, 1959, S. 284–299